# Bowie Wu
Bowie Wu, de son vrai nom Wu Fung (胡楓, né le 18 janvier 1932 sous le nom de Wu Gai-sau), est un acteur et réalisateur hongkongais, idole de jeunesse dans les années 1950 et 1960.
Il est l'un des acteurs les plus aimés et respectés dans l'industrie du divertissement de Hong Kong et est considéré comme le « parrain » de Jacky Cheung et Nick Cheung.

## Biographie
Commençant sa carrière d'acteur en 1953, il connaît le succès du jour au lendemain avec son premier film, Men's Hearts.  Au cours de sa longue carrière, il joue aux côtés de nombreuses grandes actrices du cinéma hongkongais, et est connu pour ses nombreuses collaborations avec Josephine Siao dans des comédies musicales durant les années 1960. Il reçoit pour ces rôles le surnom de « Roi de la danse ». Dans les années 1970, Wu Fung commence à travailler à la télévision et signe un contrat avec TVB pour apparaître occasionnellement dans des films.

## Filmographie partielle

### Cinéma
- Men's Hearts (1953)
- Tears For An Absent Love (1953)
- The Supernatural Go In-Between (1954)
- Motherly Love (1954)
- Where's Officer Tuba? (1986)
- Le Retour de Mr. Vampire (1986)
- Faithfully Yours (1988)
- Fist of Fury 1991 (1991)
- Opération Scorpio (1992)
- Cageman (1992)
- My Hero 2 (1993)
- Boys Are Easy (1993)
- The Tricky Master (1999)
- Marry a Rich Man (2002)
- Love Undercover 2: Love Mission (2003)
- 72 Tenants of Prosperity (2010)
- Overheard 2 (2011)
- A Home with a View (2019)

### Télévision

#### Pour Asia Television
- Rise of the Great Wall (1986)

#### Pour TVB
- The Final Verdict (1988)
- Looking Back in Anger (1989)
- The Seasons (1989)
- Blood of Good and Evil (1990)
- Drifters (1991)
- One Step beyond (1991)
- Angel's Call (1992)
- The Vampire Returns (1993)
- Forty Something (1995)
- Night Journey (1996)
- Corner the Con Man (1997)
- Justice Sung (1997)
- A Recipe for the Heart (1997)
- Untraceable Evidence (1997)
- Healing Hands (1998)
- Secret of the Heart (1998)
- Game of Deceit (1999)
- Happy Ever After (1999)
- Justice Sung 2 (1999)
- Healing Hands 2 (2000)
- The Legendary Four Aces (2000)
- War of the Genders (2000)
- Law Enforcers (2001)
- Reaching Out (2001)
- Screen Play (2001)
- A Case of Misadventure (2002)
- The Trust Of A Life Time (2002)
- A Herbalist Affair (2003)
- Life Begins at Forty (2003)
- Riches and Stitches (2003)
- Seed of Hope (2003)
- Virtues of Harmony 2 (2003-2005)
- The 'W' Files (2003)
- To Catch the Uncatchable (2004)
- Shine on You (2004)
- The Academy (2005)
- Fantasy Hotel (2005)
- The Prince's Shadow (2005)
- At Home With Love (2006)
- The Biter Bitten (2006)
- Maidens' Vow (2006)
- Men in Pain (2006)
- Men Don't Cry (2007)
- Steps (2007)
- Survivor's Law 2 (2007-2008)
- D.I.E. (2008)
- Born Rich (2009)
- Just Love 2 (2009)
- A Watchdog's Tale (2009-2010)
- You're Hired (2009)
- Every Move You Make (2010)
- My Better Half (2010)
- Show Me the Happy (2010)
- Forensic Heroes 3 (2011)
- Men with No Shadows (2011)
- My Sister of Eternal Flower (2011)
- Only You (2011)
- Til Love Do Us Lie (2011-2012)
- Daddy Good Deeds (2012)
- Gloves Come Off (2012)
- The Hippocratic Crush (2012)
- Inbound Troubles (2013)
- Come On, Cousin (2014)
- The Executioner (2014-2015)
- Tiger Cubs 2 (2014-2015)
- House of Spirits (2016)